# Villars-les-Bois
Villars-les-Bois – miejscowość i gmina we Francji, w regionie Nowa Akwitania, w departamencie Charente-Maritime.
Według danych na rok 1990 gminę zamieszkiwało 256 osób, a gęstość zaludnienia wynosiła 30 osób/km² (wśród 1467 gmin regionu Poitou-Charentes Villars-les-Bois plasuje się na 752. miejscu pod względem liczby ludności, natomiast pod względem powierzchni na miejscu 912.).